# 2016年リオデジャネイロオリンピックのキューバ選手団
2016年リオデジャネイロオリンピックのキューバ選手団（2016ねんリオデジャネイロオリンピックのキューバせんしゅだん）は、2016年8月5日から8月21日にかけてブラジルのリオデジャネイロで開催された2016年リオデジャネイロオリンピックのキューバ選手団、およびその競技結果。

## 概要
今大会は金メダル5個、銀メダル2個、銅メダル4個の合計11個のメダルを獲得した。
レスリング男子グレコローマン130kg級ではミハイン・ロペスが金メダルを獲得し、男子選手としてはブバイサ・サイティエフ、アレクサンドル・カレリンに次ぐ史上3人目の3連覇を達成した。

## メダル

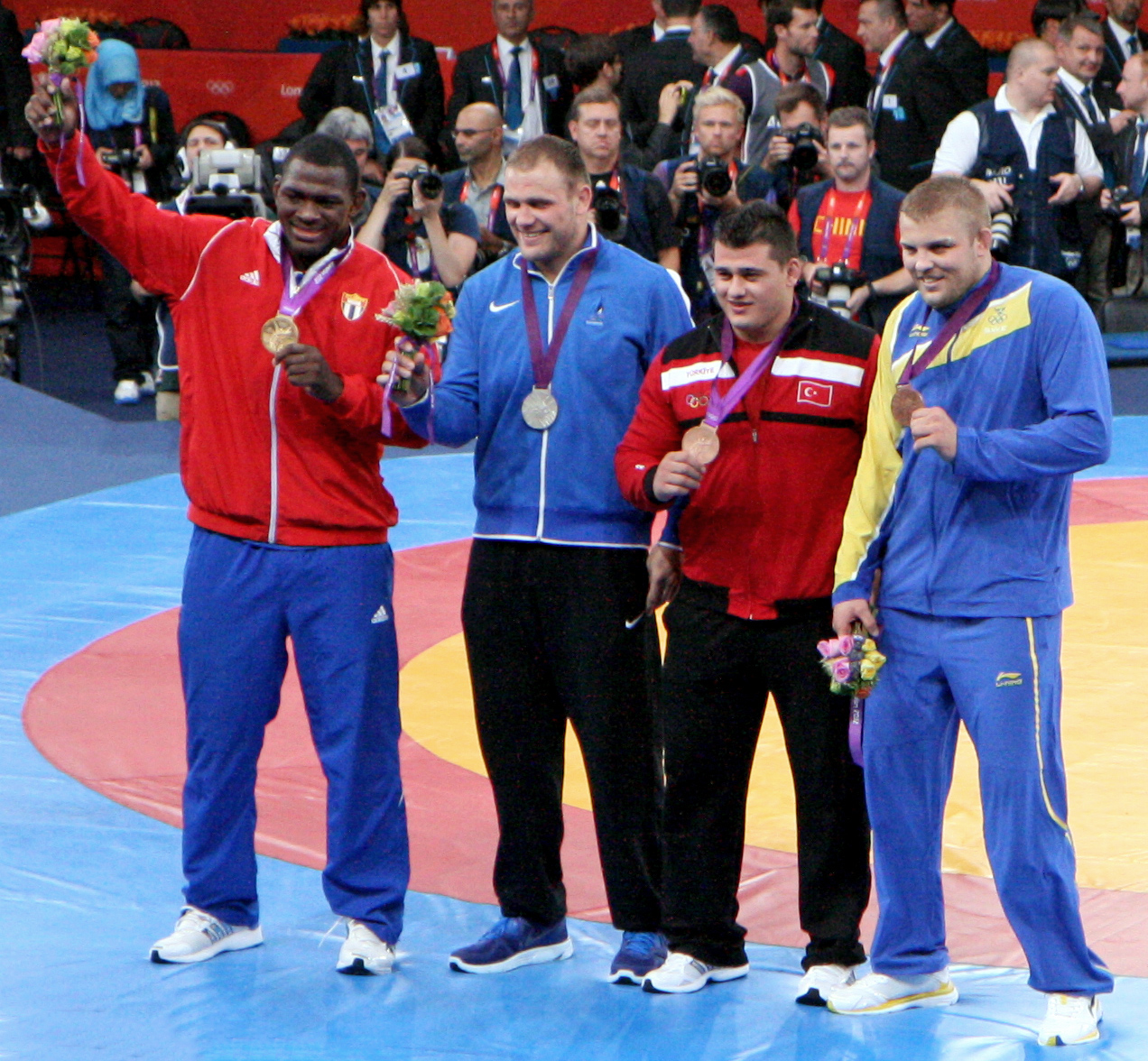
3連覇を達成したミハイン・ロペス（左端）

| メダル | 選手名                       | 競技       | 種目                      |
| ------ | ---------------------------- | ---------- | ------------------------- |
| 金     | ロベイシ・ラミレス           | ボクシング | 男子バンタム級            |
| 金     | アルレン・ロペス             | ボクシング | 男子ミドル級              |
| 金     | ジュリオ・セザル・ラ・クルス | ボクシング | 男子ライトヘビー級        |
| 金     | イスマエル・ボレロ           | レスリング | 男子グレコローマン59kg級  |
| 金     | ミハイン・ロペス             | レスリング | 男子グレコローマン130kg級 |
| 銀     | ヤスマニ・ルゴ               | レスリング | 男子グレコローマン98kg級  |
| 銀     | イダリス・オルティス         | 柔道       | 女子78kg超級              |
| 銅     | デニア・カヴァレロ           | 陸上       | 女子円盤投                |
| 銅     | ホアニス・アルヒラゴス       | ボクシング | 男子ライトフライ級        |
| 銅     | ラサロ・アルヴァレス         | ボクシング | 男子ライト級              |
| 銅     | エリスランディ・サヴォン     | ボクシング | 男子ヘビー級              |